# محمد هاني
محمد هاني جمال الدمرداش (مواليد 25 يناير 1996 في محافظة القاهرة، مصر)، وهو لاعب كرة قدم مصري يلعب ك‍ظهير أيمن لصالح النادي الأهلي في الدوري المصري الممتاز و‌المنتخب المصري. بدأ مسيرته مع الأهلي عندما مثل الفريق الأول للمرة الأولي وهو في سن الـ18 من عمره. واستطاع اللاعب الواعد أن يثبت أقدامه في مركز الظهير الأيمن لينضم لصفوف المنتخب المصري الأول عام 2016. وساهم في إضافة درع الدوري العام لخزينة النادي الأهلي في 2016–2017.
كما تألق مع النادى الأهلى موسم 2020 و فاز مع الاهلي ببطولة إفريقيا علي حساب الزمالك في نهائى القرن و كان من نجوم المباراه ..
و أطلق علي محمد هاني لقب (هاني المونديالي)
لتألقة الملفت في بطولة كأس العالم للأندية
و شارك هاني مع الاهلي في 3 نسخ متتالية مع النادى الأهلى و حقق إنجاز ببرونزيتين من 3 مشاراكات و سجل هدف وحيد في مرمي مونتيرى المكسيكي و انتهت المباراه بفوز النادى الأهلى 1/0 بأقدام محمد هاني و ظهر بأداء مزهل في مباراه البايرن ميونخ الألماني و العديد من المباريات في كل البطولات .....

## [5]إحصائيات مشاركاته
آخر تحديث في 30 يونيو 2018

### مع الأندية
استطاع ان يحقق بطولة بطولة دوري ابطال افريقيا 3 مرات خلال السنوات الفائته 2020 2021 2023 وخسر ثلاث نهائيات في سنة 2017 2018 2022 واصبح قائدا للاهلي خلال الفتره الاخيره حيث حمل شارة القياده للنادي الاهلي في نهائي دوري ابطال افريقيا
| الفريق | الموسم    |         | الدوري | الدوري  | الكأس | الكأس   | البطولات القارية | البطولات القارية | بطولات أخرى | بطولات أخرى | الإجمالي | الإجمالي |
| الفريق | الموسم    | مشاركات | أهداف  | مشاركات | أهداف | مشاركات | أهداف            | مشاركات          | أهداف       | مشاركات     | أهداف    |          |
| ------ | --------- | ------- | ------ | ------- | ----- | ------- | ---------------- | ---------------- | ----------- | ----------- | -------- | -------- |
| الأهلي | 2014–2015 | 13      | 0      | 3       | 0     | 4       | 0                | —                | —           | 20          | 0        |          |
| الأهلي | 2015–2016 | 15      | 0      | 2       | 0     | 5       | 0                | 1                | 0           | 23          | 0        |          |
| الأهلي | 2016–2017 | 17      | 0      | 1       | 0     | 6       | 0                | 1                | 0           | 25          | 0        |          |
| الأهلي | 2017–2018 | 19      | 1      | 2       | 0     | 3       | 0                | 0                | 0           | 24          | 1        |          |
| الأهلي | 2021      |         |        |         |       |         |                  | 3                | 1           | 3           | 1        |          |
| الأهلي | الإجمالي  | 64      | 1      | 8       | 0     | 18      | 0                | 2                | 0           | 95          | 2        |          |

| الدوري  | الدوري | الكأس   | الكأس | كأس السوبر | كأس السوبر | الكئوس الأفريقية | الكئوس الأفريقية | الكئوس العالمية | الكئوس العالمية | الكئوس العربية | الكئوس العربية | المجموع الكلي | المجموع الكلي |
| مشاركات | أهداف  | مشاركات | أهداف | مشاركات    | أهداف      | مشاركات          | أهداف            | مشاركات         | أهداف           | مشاركات        | أهداف          | مشاركات       | أهداف         |
| ------- | ------ | ------- | ----- | ---------- | ---------- | ---------------- | ---------------- | --------------- | --------------- | -------------- | -------------- | ------------- | ------------- |
| 64      | 1      | 8       | 0     | 1          | 0          | 18               | 0                | 3               | 1               | 1              | 0              | 95            | 1             |

## روابط خارجية
- محمد هاني على موقع أرشيف الشارخ.
- محمد هاني على موقع الاتحاد الأوربي (الإنجليزية)
- محمد هاني على موقع إي إس بي إن إف سي (الإنجليزية)
- محمد هاني على موقع قاعدة بيانات كرة القدم.إي يو (الإنجليزية)
- محمد هاني على موقع ناشيونال فوتبول تيمز (الإنجليزية)
- محمد هاني على موقع Soccerbase.com (لاعب) (الإنجليزية)
- محمد هاني على موقع Soccerway.com (الإنجليزية)
- محمد هاني على موقع عالم كرة القدم.نت (الإنجليزية)